# Okręg Temesz
Temesz (rum. Timiș) – okręg w zachodniej Rumunii (Banat), ze stolicą w mieście Timișoara. Okręg ma powierzchnię 8697 km² i w 2011 r. liczył 683 540 mieszkańców, gęstość zaludnienia 78,6 osób/km².

## Struktura narodowościowa
Według spisu ludności z roku 2011 okręg Temesz zamieszkiwały następujące narodowości:
- Rumuni - 80,6%
- Węgrzy - 5,2%
- Romowie - 2,1%
- Serbowie - 1,5%
- Niemcy - 1,2%
- Ukraińcy - 0,87%
- Bułgarzy - 0,66%
- Słowacy - 0,21%
- Włosi - 0,050%
- Chorwaci - 0,035%

## Miasta
- Timișoara (węg. Temesvár)
- Lugoj (węg. Lugos)
- Sânnicolau Mare (węg. Nagyszentmiklós)
- Jimbolia (węg. Zsombolya)
- Buziaș (węg. Buziásfürdő)
- Făget (węg. Facsád)
- Deta (węg. Detta)
- Recaș (węg. Temesrékás)
- Ciacova (węg. Csák)
- Gătaia (węg. Gátalja)